# Stavenice
Stavenice (niem. Steinmetz) – gmina w Czechach, w powiecie Šumperk, w kraju ołomunieckim. Według danych z dnia 1 stycznia 2012 liczyła 143 mieszkańców.